# Marie-Louise d'Autriche-Toscane
L'archiduchesse Marie-Louise d'Autriche-Toscane (Maria Luisa Annunziata Anna Giovanna Giuseppa Mme Filomena Apollonia Tommasa) (31 octobre 1845 – 27 octobre 1917) est une princesse de Toscane, et, plus tard, princesse d'Isembourg et Büdingen.

## Biographie
Marie-Louise est née à Florence, le huitième enfant de Léopold II de Toscane et de sa seconde épouse, Marie-Antoinette de Bourbon-Siciles. Ses grands-parents paternels sont Ferdinand III de Toscane et Louise de Bourbon-Siciles (1773-1802). Ses grands-parents maternels sont le roi François Ier des Deux-Siciles et Marie-Isabelle d'Espagne. Elle a été baptisée au Baptistère Saint-Jean de Florence comme Maria Luisa Annunziata Anna Giovanna Giuseppa Mme Filomena Apollonia Tommasa, en l'honneur de la sœur de son père, la princesse Marie-Louise (1799-1857), appelée affectueusement "la petite bossue" par le peuple de Florence.
Marie-Louise est née dans un temps de paix et de prospérité pour le grand-duché de Toscane, et elle grandit dans une famille aimante. Cependant, elle est confrontée aux dangers de sa position à un jeune âge, en raison des Révolutions de 1848. En février 1849, la famille grand-ducale décide d'aller à Gaète comme mesure de sécurité. La grande-duchesse Marie-Antoinette voyage séparément avec ses deux plus jeunes enfants, Marie-Louise et Louis-Salvador de Habsbourg-Lorraine. La famille reste à Gaète pendant plusieurs mois et est incapable de retourner à Florence jusqu'au 28 juillet 1849.
Plus tard, Marie-Louise et sa famille sont contraints de fuir de Florence le 27 avril 1859, avec le déclenchement d'une révolution inspirée par la Campagne d'Italie (1859) dans le cadre du Risorgimento. La famille se réfugie en Autriche. À la fin de la guerre, son père abdique le 21 juillet, et son frère Ferdinand, lui succède comme grand-duc.
Le 31 mai 1865, à l'âge de vingt ans, Marie-Louise épouse Charles d'Isembourg-Büdingen (1838-1899). Son mari est un petit-fils de Charles, dernier prince souverain d'Isembourg. Le prince s'était converti au catholicisme en 1861. Le couple a neuf enfants. Charles est décédé à l'âge de soixante ans, et Marie-Louise est morte pendant la Première Guerre mondiale, en 1917. 
Marie-Louise et son mari accompagnèrent la princesse Anne de Prusse (1836-1918) dans sa conversion au catholicisme.

## Descendance
Marie Louise et Charles ont neuf enfants :
- Léopold Wolfgang (1866-1933), succède à son père en tant que Prince d'Isembourg. En 1902, il épouse la princesse Olga de Saxe-Weimar-Eisenach (1869-1924), fille d'Hermann de Saxe-Weimar-Eisenach . Il épouse ensuite en 1924 la comtesse Marie von Dürckheim-Montmartin (1880-1937).
- Maria Antonia (1867-1943).
- Maria Michaele (1868-1919).
- François Joseph (1869-1939), épouse la princesse Frédérique de Solms-Braunfels. Ils sont les grands-parents de Sophie, princesse de Prusse.
- Charles Joseph (1871-1951), marié morganatiquement à Bertha Lewis.
- Victor Salvator (1872-1946), marié à Léontine Rohrer.
- Alphonse Marie (1875-1951), marié en 1900 à la comtesse Pauline-Marie de Beaufort-Spontin (1876-1955).
- Marie-Élisabeth (1877-1943), mariée à Georges Beyer.
- Adélaïde Maria (1878-1936).